# Хевеши (лунный кратер)
Хевеши (лат. Hevesy) — крупный ударный кратер в области северного полюса на обратной стороне Луны. Название присвоено в честь венгерского химика Дьёрдя де Хевеши и утверждено Международным астрономическим союзом 22 января 2009 года.

## Описание кратера
Ближайшими соседями кратера являются кратер Бош на северо-западе; кратер Рождественский на северо-востоке; кратер Пласкетт на востоке и кратер Хаскин на юго-западе. Селенографические координаты центра кратера 83°05′ с. ш. 149°09′ в. д. / 83,09° с. ш. 149,15° в. д., диаметр 50.0 км, глубина 2,3 км.
Кратер Хевеши перекрывает восточную половину близкого по размеру безымянного кратера, имеет циркулярную форму и значительно разрушен. Вал сглажен, перекрыт множеством мелких и небольших кратеров, к северной части вала примыкает сателлитный кратер Рождественский U, западная часть вала разрушена соединяя чашу кратера Хевеши с чашей упомянутого выше безымянного кратера. Наибольшей высоты вал кратера достигает в восточной части. Дно чаши сравнительно ровное, испещрено множеством мелких кратеров.
Сателлитные кратеры отсутствуют.